# Caronte de Lâmpsaco
Caronte ou Caronte (Xάρων) de Lâmpsaco, Lâmpsaco ou Lampsakos (nascido na colônia grega de Lâmpsaco Λάμψακος, na Mísia, ca. 500 a.C. - falecido por volta de 465 a.C.), foi um logógrafo, um dos primeiros historiadores que se distinguiram dos poetas épicos por escrever em prosa, para audições públicas sobre assuntos históricos e etnográficos, tanto de sua cidade natal quanto da Hélade, bem como de lugares distantes (obras sobre a Pérsia, Líbia ou Etiópia são atribuídas a ele). O nome de seu pai foi preservado: Pythocles.
De acordo com Tertuliano, é anterior a Heródoto. Como este último, ele escreveu no dialeto jônico.

## Publicações
- Persiká (Περσικά -"Pérsica"-), onde narra na forma de uma crônica anual as guerras persas. Ele se concentra na figura de Temístocles e faz inúmeras digressões de natureza etnográfica.
- Aithiopiká (Αἰθιοπικά -"Etiópica"-), da qual restam apenas fragmentos.[2]
- Libyká (Λιβυκά -"Líbica"-)
- Helleniká (῾Ελληνικά -"Helénica"-)
- Ktíseis poleon (Kτίσεις πόλεων -"Fundação da cidade"-)
- Orói tòn Lampsacôn (Ωροι τῶν Λαμπσακῶν -"Anais de Lampsac"-)
- Peri Lámpsakon (Περὶ Λαμψάκου -"En torno a Lámpsaco"-)
- Periplos o ekτòs ton Herakleion stelôn (Περίπλους ὁ ἐκτὸς τῶν Ἡρακλείων στηλῶν -"Périplo dos mares para a colônia de Heraklion"-)
- Kretiká (Κρητικά -"De Creta"-)
- Prytáneis e Arkhontes oi ton Lakedaimonion (Πρυτάνεις ἢ Ἄρχοντες οἱ τῶν Λακεδαιμονίων -"Pritanos e Arcontes dos Lacedemônios")